# Michail Perwolarakis
Michail Perwolarakis, gr. Μιχαήλ Περβολαράκης (ur. 6 czerwca 1996 w Limassolu) – grecki tenisista, do 2018 roku reprezentujący Cypr.

## Kariera tenisowa
Jako junior startował dla reprezentacji Cypru. W latach 2015–2018 reprezentował University of Portland, na którym ukończył psychologię z tytułem licencjata. W 2017 i 2018 roku zdobył tytuł gracza roku West Coast Conference.
Sezony 2019–2021 kończył jako drugi najwyżej sklasyfikowany Grek w rankingu singlowym ATP (za Stefanosem Tsitsipasem).
We wrześniu 2019 zadebiutował w reprezentacji Grecji w Pucharze Davisa. W latach 2020–2022 razem z drużyną brał udział w turnieju ATP Cup.
W rankingu gry pojedynczej Perwolarakis najwyżej był na 366. miejscu (10 stycznia 2022), a w klasyfikacji gry podwójnej na 222. pozycji (4 kwietnia 2022).